# Chateaugay (New York)
Pour les articles homonymes, voir Chateaugay.
Ne doit pas être confondu avec Chateaugay (New York, village).
Chateaugay est une municipalité du comté de Franklin dans l'État de New York aux États-Unis, située près de la frontière canadienne.
Lors du recensement de 2010, sa population est de 2 155 habitants, dont 833 dans le village de Chateaugay.

## Géographie
La municipalité s'étend sur 49,80 milles carrés (128,98 km2).

## Histoire
Chateaugay est fondée en 1796 par Nathan Beman et Benjamin Roberts. En 1799, elle devient un township du comté de Clinton et couvre l'ensemble de l'actuel comté de Franklin. Le village de Chateaugay, au sein de la Town of Chateaugay, devient une municipalité en 1868.
La localité doit son nom à la rivière Châteauguay, elle-même nommée en référence à la ville française de Châteaugay.

## Démographie
| Groupe            | Chateaugay | New York | États-Unis |
| ----------------- | ---------- | -------- | ---------- |
| Blancs            | 92,0       | 65,8     | 72,4       |
| Métis             | 0,7        | 3,0      | 2,9        |
| Amérindiens       | 0,6        | 0,6      | 0,9        |
| Afro-Américains   | 5,7        | 15,9     | 12,6       |
| Autres            | 1,7        | 14,7     | 11,2       |
| Total             | 100        | 100      | 100        |
|                   |            |          |            |
| Latino-Américains | 2,4        | 17,6     | 16,7       |

Selon l'American Community Survey pour la période 2010-2014, 94,52 % de la population âgée de plus de 5 ans déclare parler l'anglais à la maison, 3,42 % déclare parler l'espagnol, 0,54 % l'allemand et 1,52 % une autre langue.